# Deltochilum violetae
Deltochilum violetae är en skalbaggsart som beskrevs av Martinez 1991. Deltochilum violetae ingår i släktet Deltochilum och familjen bladhorningar. Inga underarter finns listade i Catalogue of Life.